# GoJet Airlines
GoJet Airlines ist eine US-amerikanische Regionalfluggesellschaft mit Sitz in Bridgeton und Basis auf dem Flughafen St. Louis. Sie fliegt unter der Dachmarke United Express im Auftrag von United Airlines und unter der Dachmarke Delta Connection für Delta Air Lines.

## Geschichte
GoJet Airlines wurde 2004 von Trans State Holdings, Inc., der auch Trans States Airlines gehört, gegründet und nahm am 4. Oktober 2005 den Flugbetrieb auf.

## Flugziele
GoJet Airlines bietet unter eigenem Namen keine Flüge an. Sie führt für United Airlines unter der Dachmarke United Express und für Delta Air Lines unter der Dachmarke Delta Connection Regional- und Zubringerflüge von deren Drehkreuzen an.

## Flotte

### Aktuelle Flotte
Mit Stand November 2024 besteht die Flotte der GoJet Airlines aus 62 Flugzeugen mit einem Durchschnittsalter von 20,2 Jahren:
| Flugzeugtyp       | Anzahl | bestellt | Anmerkungen                              | Sitzplätze |
| ----------------- | ------ | -------- | ---------------------------------------- | ---------- |
| Bombardier CRJ700 | 62     |          | 21 inaktiv; betrieben für United Express | 50         |
| Gesamt            | 62     | –        |                                          |            |

### Ehemalige Flugzeugtypen
- 7 Bombardier CRJ900
- 20 Bombardier CRJ550